# Sevansøen
Sevansøen (armensk: "Սևանա լիճ") er Armeniens største sø. Den er beliggende i Kaukasus, og der bor ca. 70.000 mennesker ved søen. Søen har tilløb fra 28 floder, og udløb i Hrazdan-floden.
Kun 10% af vandet strømmer ud i Hrazdan, mens de resterende 90% fordamper. Før menneskelig indblanding, var søen 95 meter dyb, og dækkede et område på 1,360 km² (5% af Armeniens samlede areal), den havde et volumen på 58 km³ og en omkreds på 260 km.